# Mario Lemina
Mario Lemina (ur. 1 września 1993 w Libreville) – gaboński piłkarz francuskiego pochodzenia występujący na pozycji pomocnika w angielskim klubie Wolverhampton Wanderers oraz w reprezentacji Gabonu. 
Wychowanek Lorient, w trakcie swojej kariery grał także w takich zespołach, jak Olympique Marsylia, Juventus, Southampton, Galatasaray, Fulham oraz OGC Nice. Były młodzieżowy reprezentant Francji.

## Kariera klubowa

### Wczesna kariera w Lorient
Lemina rozpoczął swoją karierę we Francji w akademii piłkarskiej Lorient w wieku 11 lat. W sezonie 2012/13 został włączony do pierwszej drużyny i był to jego jedyny sezon spędzony w tym klubie.

### Marsylia
W sezonie 2013/14 za kwotę 4 mln euro Olympique Marsylia pozyskał Leminę. Początki nie były zbyt dobre, gdyż nie był w stanie przebić się do podstawowej jedenastki. Rozegrał osiem meczów w sezonie. Coraz częściej dostawał szansę gry w kolejnych rozgrywkach, gdzie zagrał 23 spotkanie ligowe, a trener Marcelo Bielsa chwalił sobie grę młodego pomocnika. W lutym 2015 roku doznał poważnej kontuzji w starciu z Olą Toivonenem w meczu Ligue 1 przeciwko Stade Rennais.

### Juventus
W letnim oknie transferowym po udanym sezonie Lemina przyciągnął swoją uwagę kilku angielskich drużyn min: Liverpoolu, West Hamu, oraz Southampton. jednak ostatecznie 31 sierpnia 2015 roku Juventus ogłosił wypożyczenie za kwotę 500 tysięcy euro z opcją wykupu po sezonie za sumę 9,5 mln euro. 26 września zdobył swoją pierwszą bramkę dla Starej Damy, trafiając do siatki w 63 minucie meczu ligowego z SSC Napoli. W dniu 26 kwietnia 2016 roku na stałe został zawodnikiem Juve i podpisał czteroletni kontrakt. 21 maja zagrał w finale Pucharu Włoch przeciwko Milanowi, a Juventus wygrał to spotkanie 1-0. Ponadto zdobył mistrzostwo kraju. W kolejnym sezonie ponownie zdobył Serie A i Puchar Włoch, a także dotarł do finału Ligi Mistrzów, w którym triumfował Real Madryt.

### Southampton
8 sierpnia 2017 roku Lemina podpisał pięcioletni kontrakt z Southampton. Kwota transferu wyniosła 15,4 mln funtów + bonusy.

## Kariera reprezentacyjna
Znalazł się w kadrze reprezentacji Gabonu powołanej na Puchar Narodów Afryki 2015, jednak zdecydował się odrzucić powołanie. Ostatecznie zadebiutował w jej barwach 9 października 2015 roku, wychodząc w podstawowym składzie, a także zdobywając bramkę podczas zremisowanego 3:3 spotkania towarzyskiego z Tunezją.

## Statystyki kariery
(aktualne na dzień 26 maja 2019)
| Klub               | Sezon              | Liga               | Liga  | Liga   | Puchar kraju | Puchar kraju | Puchar ligi | Puchar ligi | Europa | Europa | Suma  | Suma   |
| Klub               | Sezon              | Liga               | Mecze | Bramki | Mecze        | Bramki       | Mecze       | Bramki      | Mecze  | Bramki | Mecze | Bramki |
| ------------------ | ------------------ | ------------------ | ----- | ------ | ------------ | ------------ | ----------- | ----------- | ------ | ------ | ----- | ------ |
| FC Lorient         | 2012/13            | Ligue 1            | 10    | 0      | 4            | 0            | 0           | 0           | –      | –      | 14    | 0      |
| FC Lorient         | 2013/14            | Ligue 1            | 4     | 0      | 0            | 0            | 0           | 0           | –      | –      | 4     | 0      |
| Olympique Marsylia | 2013/14            | Ligue 1            | 15    | 0      | 1            | 0            | 2           | 0           | 4      | 0      | 22    | 0      |
| Olympique Marsylia | 2014/15            | Ligue 1            | 23    | 2      | 1            | 0            | 1           | 0           | –      | –      | 25    | 2      |
| Olympique Marsylia | 2015/16            | Ligue 1            | 4     | 0      | 0            | 0            | 0           | 0           | 0      | 0      | 4     | 0      |
| Juventus F.C.      | 2015/16            | Serie A            | 9     | 2      | 1            | 0            | –           | –           | 1      | 0      | 11    | 2      |
| Juventus F.C.      | 2016/17            | Serie A            | 19    | 1      | 2            | 0            | –           | –           | 7      | 0      | 28    | 1      |
| Southampton        | 2017/18            | Premier League     | 25    | 1      | 4            | 0            | –           | –           | 0      | 0      | 29    | 1      |
| Southampton        | 2018/19            | Premier League     | 21    | 1      | 0            | 0            | 2           | 0           | 0      | 0      | 23    | 1      |
| Ogólnie w karierze | Ogólnie w karierze | Ogólnie w karierze | 130   | 7      | 13           | 0            | 5           | 0           | 12     | 0      | 160   | 7      |

## Sukcesy
Juventus
- Serie A: 2015/16, 2016/17
- Puchar Włoch: 2015/16, 2016/17

Reprezentacja
- Mistrzostwo Świata U-20: 2013